# EIMOS
EIMOS,,, est un système de mortier intégré monté sur un camion, soit un mortier automoteur conçu et fabriqué par la société de défense espagnole  EXPAL Systems. Il est développé pour répondre aux besoins actuels et futurs des forces terrestres . Le système d'arme offre une puissance de feu et des capacités de fiabilité élevées pendant les missions de combat, et offre également une protection améliorée pour l'équipage.

## Armement du système d'arme EIMOS
Le système d'arme EIMOS comprend un mortier à longue portée standard de 81 mm ou un mortier de 60 mm, qui peut être échangé en trois minutes. Le mortier de 81 mm pèse 40 kg et peut tirer à une cadence de 25 coups par minute jusqu'à une portée de 6,9 km. Le mortier de 60 mm pèse 18,85 kg et tire à une cadence de 35 coups par minute jusqu'à une portée de 4,9 km.
Le système de mortier peut être tourné à 360 ° dans le sens transversal, à 4 ° d'élévation et à 4 ° d'angle de déviation pour un ciblage précis.
Le système d'arme comprend des moteurs électriques d'une puissance de sortie allant jusqu'à 2 kW et un cycle de service inférieur à 10 %. Il est également équipé d'un système de recul hydraulique, avec un recul maximum de 30 mm, pour augmenter la précision et la puissance de feu. Le système d'absorption du recul minimise à plus de 90 % les efforts transmis du mortier au véhicule.

## Système d'information d'appui feu TECHFIRE
Le système de mortier EIMOS est intégré au système d'information d'appui-feu TECHFIRE (technologie de puissance de feu) pour automatiser la précision des données de tir et les corrections balistiques. Il accélère également les tâches de tir direct ou indirect pour réduire la consommation de munitions et les dommages collatéraux.
Le système TECHFIRE permet à l'opérateur de surveiller les données du processus de lutte contre l'incendie à l'aide de son écran facile à utiliser. Il est équipé d'une interface SIG visuelle pour aider à la prise de décision.

## Opérateurs militaires

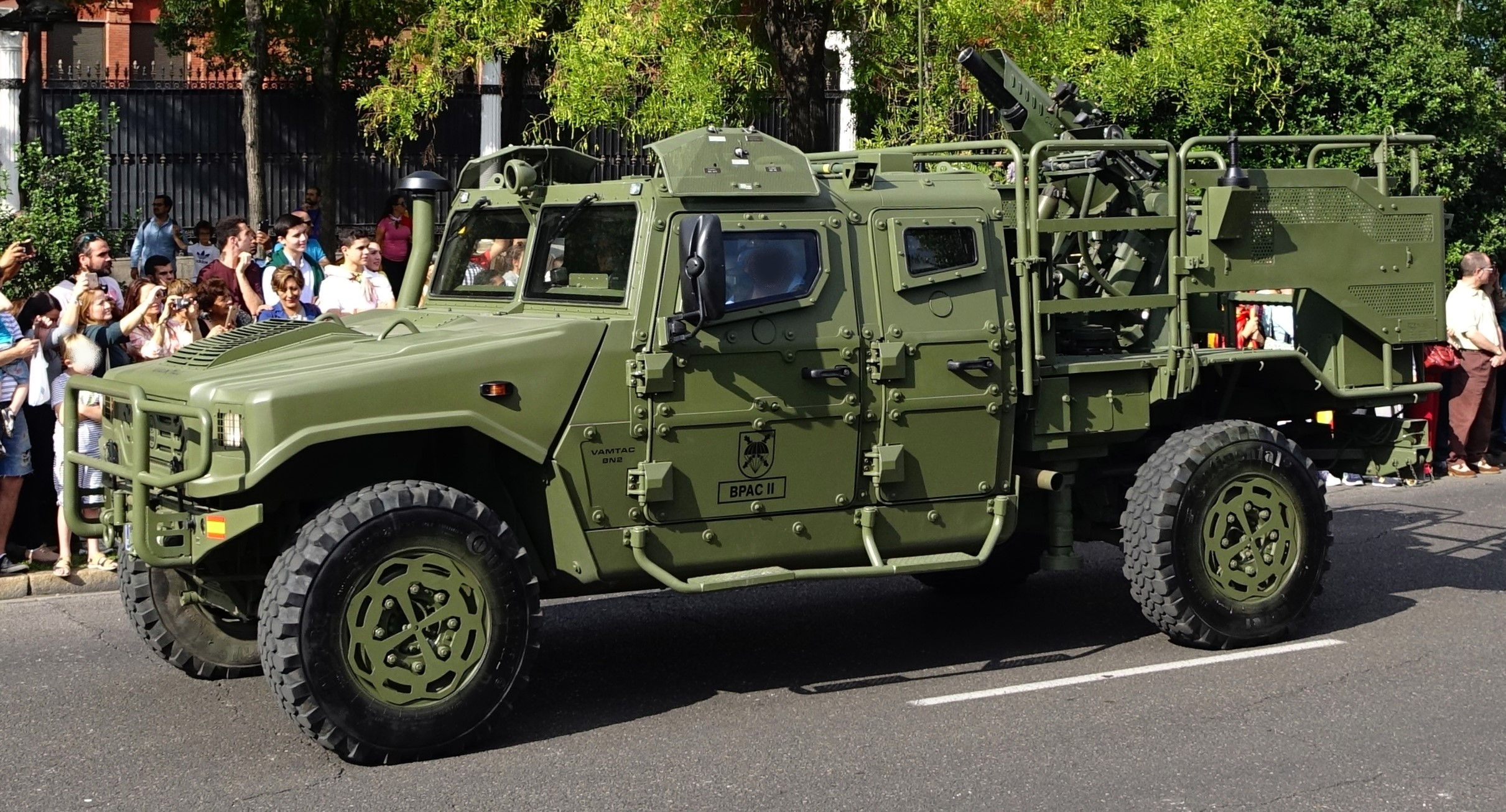
URO VAMTAC de l'armée espagnole en version mortier automoteur

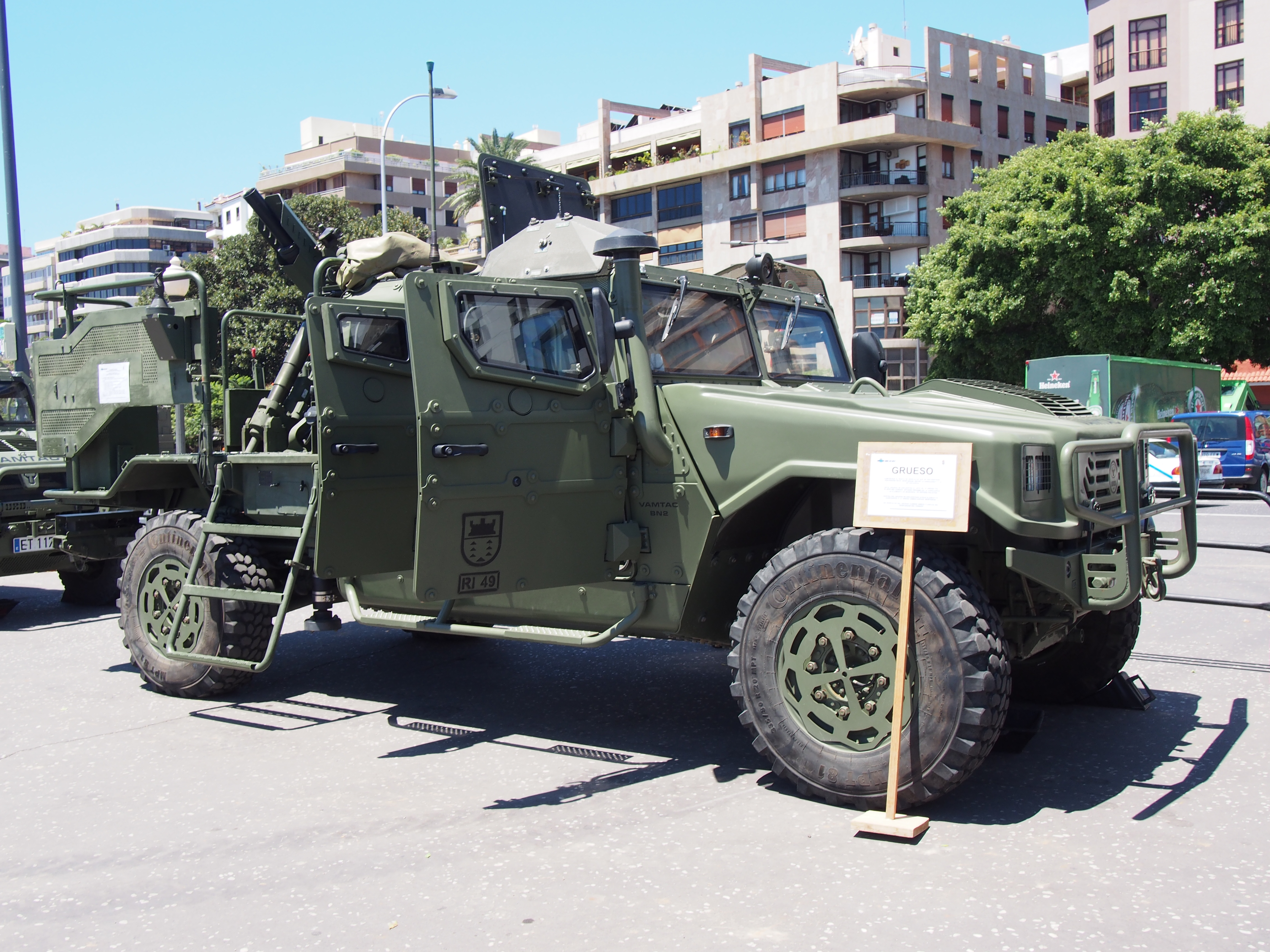

- Espagne 2 URO VAMTAC équipés de l'EIMOS pour l'infanterie de marine espagnole pour fin 2021[6] avec 80 systèmes prévus en tout pour tous les corps d'armée[6] qui complèteront ou remplaceront le Cardom de Soltam Systems engagé en Afghanistan  ainsi que les systèmes ECIA. Il pourra également équiper une version du Dragon (véhicule blindé).